# Richard Sorge
Richard Sorge (Sabunçu (Baku), 1895. október 4. – Tokió, 1944. november 7.) német kommunista, a szovjet katonai hírszerzés, a GRU hivatásos munkatársa. A második világháború idején német újságírói fedéssel Japánban kémkedett a Szovjetunió számára. 1964-ben posztumusz a Szovjetunió Hőse címmel tüntették ki. Számos történész szerint tevékenysége alapvetően befolyásolta a német–szovjet keleti front eseményeit.

## Élete
Sorge az akkor az Orosz Birodalomhoz tartozó Baku közelében született Wilhelm Richard Sorge német kőolajipari bányamérnök és orosz felesége, Nyina Szemjonovna Kobeleva házasságából kilencedik, utolsó gyermekként.
Apja az olajbányászati munkájából tehetőssé vált, a család 1898-ban Berlinbe költözött. Sorge ott végezte gimnáziumi tanulmányait. Nagyapai nagybátyja, Friedrich Adolf Sorge, Karl Marx harcostársa és az I. Internacionálé alapító tagja volt.

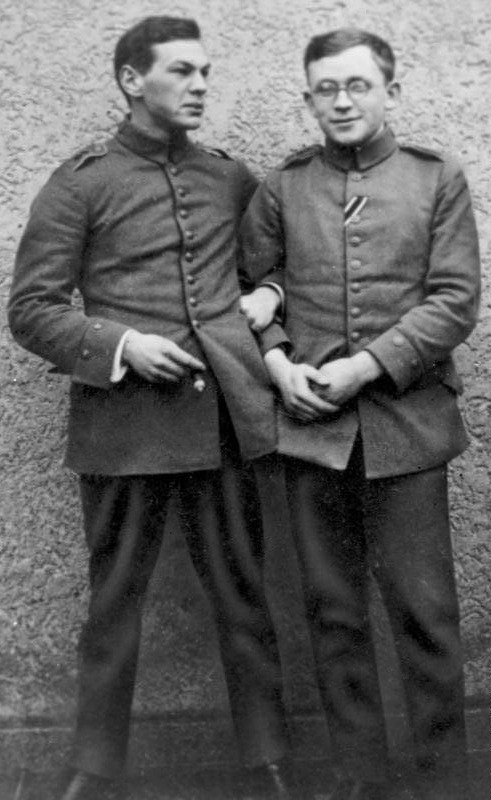
Sorge (balra) és Erich Correns az első világháborúban (1915)

Sorge 1914 októberében, az első világháború idején önkéntesként jelentkezett a német hadseregbe. Sebesülése után beiratkozott a berlini egyetemre, de később visszatért a hadseregbe. A keleti fronton baloldali szocialisták körébe került. Háromszor is megsebesült, utoljára 1918-ban olyan súlyosan, hogy egyik lába 2,5 centiméterrel rövidebb lett. Megkapta a Vaskereszt második fokozatát, tiszthelyettessé léptették elő és egészségügyi okokból leszerelték. Lábadozása idején Marxot olvasott és magáévá tette a kommunista ideológiát, részben ápolónő-barátnője apjának hatására. Beiratkozott a kieli egyetemre, majd részt vett az 1918-as kieli matrózlázadásban. 1919-ben PhD fokozatot szerzett a hamburgi egyetemen. és ebben az évben belépett Németország Kommunista Pártjába is.
1921-ben megnősült, feleségül vette Christiane Gerlachot, korábbi egyetemi professzorának elvált feleségét. Solingenben a Bergischen Arbeiterstimme című munkáslap szerkesztője lett. 1922-től Frankfurt am Mainban újra Gerlach professzor munkatársa lett. 1923 pünkösdjén Türingiában „marxista munkás-hetet” rendezett, amelyen részt vett többek között Lukács György is. Sorge 1923-ban bekapcsolódott egy kommunista felkelés kísérletébe a Ruhr-vidéken.
1924-ben Moszkvába utazott. 1925-ben tagja lett a Szovjetunió Kommunista Pártjának és a Komintern apparátusában dolgozott. Felesége 1924 és 1926 között a moszkvai Marx-Engels Intézetben dolgozott, majd hazatért Németországba, ahonnan 1932-es hivatalos válásuk után az Egyesült Államokba emigrált.
Sorge 1927-ben ismerkedett meg későbbi második feleségével, Jekatyerina Alekszandrovna Makszimovával.

## Hírszerző tevékenységének kezdetei
1929 novemberében lett a szovjet katonai felderítés, a GRU munkatársa. A "Ramsay" (cirill írásban Рамза́й) fedőnevet kapta. Oktatója maga Jan Karlovics Berzin, a GRU lett származású alapítója, valamint az ugyancsak neves szovjet hírszerző, Szemjon Petrovics Urickij voltak. (1938-ban a sztálini tisztogatások idején mindkettőjüket kivégezték.)
1929-ben tanulmányútra utazott Angliába, de nem kapcsolódott be az ottani politikai életbe. 1929 novemberében visszatért Németországba és fedése megerősítése érdekében belépett a Nemzetiszocialista Német Munkáspártba. Ugyancsak konspirációs okokból munkát vállalt egy német mezőgazdasági lapnál (Deutsche Getreide-Zeitung).
Aktív hírszerző tevékenységét 1930-ban kezdte meg az akkori nagy nemzetközi „nyitott városban”, Sanghajban, hogy híreket gyűjtsön a forrongó Kínáról és támogassa az ottani kommunistákat. Hivatalosan egy német hírügynökség és a Frankfurter Zeitung tudósítója volt. Itt rengeteg ismeretséget kötött, többek között jó kapcsolatot alakított ki Agnes Smedley amerikai újságírónővel, aki egyes források szerint a szeretője lett. Ő ismertette meg Ozaki Hocumi japán kommunista újságíróval, későbbi kormánytanácsossal, aki Sorge közvetlen munkatársa lett. Közelebbi kapcsolatot alakított ki Ursula Kuczynskival is, aki szintén német származású szovjet kém volt. Ugyancsak itt találkozott japán barátnőjével, Isí Hanakóval.
Fedésként Sorge a kínai mezőgazdaság szakértőjeként adta ki magát, ami lehetővé tette, hogy sokat utazzon vidékre és így tartsa a kapcsolatot a kínai kommunistákkal. 1932 januárjában részletesen jelentett a kínai és a japán csapatok között kialakult helyi súlyos incidensekről.
1932 decemberében visszahívták Moszkvába, majd a következő évben a GRU Japánba küldte. Előtte még az Egyesült Államokba látogatott, ahol német újságíróként jó ajánlólevelet kapott a japán követségtől a tokiói külügyminisztérium számára. Szeptember 6-án érkezett meg Japánba, ahol többek között a Frankfurter Allgemeine Zeitung tudósítójaként kezdte meg munkáját.

## Kémtevékenysége Japánban a második világháború előtt és alatt
Sorge feladata Japánban a Szovjetunió számára folytatandó hírszerzés volt az úgynevezett „illegális hírszerzés” módszereivel, azaz diplomáciai fedés nélkül, magát szigorúan távol tartva az ottani szovjet nagykövetségtől és a kommunista szervezetektől is.
Rádiósa Max Clausen volt, szintén a Vörös Hadsereg felderítésének német származású tisztje. Közvetlen munkatársa volt még Branko Vukelić, a francia Vu magazin újságírója, valamint Mijagi Jotoku japán újságíró, az angol nyelvű Japan Advertiser munkatársa, akiket a Komintern révén nyertek meg a Szovjetunió részére folytatandó hírszerzés számára. Max Clausen felesége, Anna időnként futárként segítette a rezidentúra (hírszerzőkből álló szervezett csoport) munkáját. 1937 nyarától Clausen a GRU pénzén egy kis fénymásoló céget indított fedés gyanánt. Később az M Clausen Shokai cég kereskedelmi siker is lett és hozzájárult a hírszerző tevékenység finanszírozásához, ami a rendkívül szűkös moszkvai pénzügyi ellátás miatt elengedhetetlen volt.
Sorge a csoporton belül is szigorúan tartotta magát a konspirációs szabályokhoz. Csak ő és Clausen tudták pontosan, kinek jelentenek, Vukelić, az egyetlen európai rajtuk kívül és japán társaik csak annyit tudtak, hogy a Komintern egy meghatározatlan részlegének küldik az információkat.
A következő években Sorge és csapata széles körű információs hálózatot épített ki, ami egészen a legmagasabb japán kormánykörökig terjedt. Hocumi Ozaki révén Sorge magával Konoe Fumimaro miniszterelnökkel is megismerkedett.
A japán forrásokon kívül Sorge gondosan ápolta német kapcsolatait is. Vállalta a német nagykövetség belső információs lapjának szerkesztését, együttműködött a náci hírszerzés tokiói embereivel, de mindenekelőtt kitűnő kapcsolatot épített ki Eugen Ott tokiói német nagykövettel, aki annyira a bizalmába fogadta, hogy rejtjeltáviratokat is megmutatott neki. (Egyes források szerint az ő felesége is a szeretője lett.)
Moszkvai felső kapcsolata a GRU központjában Borisz Gudz lett, aki 1934-36 között Tokióban a szovjet nagykövetségen teljesített szolgálatot. A sztálini terror kibontakozása a GRU vezetését is lefejezte. Berzin kivégzése után sorra hívták haza a GRU külföldi rezidenseit „jelentéstételre”, vagy „pihenésre”, aminek általában likvidálásuk lett a vége. Sorge 1940-ben több alkalommal is kapott ilyen távirati javaslatot vagy utasítást, de a sürgős tennivalókra hivatkozva ezek elől kitért.
Ugyanakkor nem vesztette el munkakedvét, megfeszített erővel dolgozott társaival együtt a közelgő háború veszélyeinek feltárása érdekében. Részletes jelentésekben számolt be a német-japán kapcsolatokról, az Antikomintern paktum megkötéséről, figyelmeztetést küldött a Pearl Harbor ellen készülő támadásról, és nagy pontossággal előre jelezte a Szovjetunió ellen várható német támadást, a Barbarossa hadművelet megindítását. Ezt a jelentését azonban Sztálin – csakúgy, mint a más forrásokból érkező hasonló jelzéseket – egyszerűen hamis információknak értékelte, mert ellentétesek voltak saját meggyőződésével, miszerint Hitler 1942 előtt nem támadja meg a Szovjetuniót.
A források adatai eltérnek a tekintetben, hogy Sorge napra pontosan június 22-re, vagy „csak” a június 20-22-i időszakra jósolta a német támadást. Mindenesetre Simon Sebag Montefiore neves történész visszaemlékezések alapján idézi Sztálin június 9-i megjegyzését egy felső szintű tanácskozásról, miszerint kijelentette: „És itt van ez az alak, aki gyárakat és bordélyokat hoz létre Japánban, ráadásul azt mondja, hogy június 22-én következik be a német támadás. Arra céloztok, hogy talán neki is hinnem kellene?” Kétségtelen, hogy Sztálin – a hírszerzés szakmai szabályaival ellentétesen – részletes ismeretekkel rendelkezett Sorge személyéről és tevékenységéről, és annak nagyvilági életmódja, nőügyei különösen irritálták. (Nem is beszélve arról, hogy nem volt hajlandó hazautazni „pihenésre”).
A német támadás után, a moszkvai csata idején változott a helyzet. A szovjet hatalom élet-halál harcot folytatott Moszkva előtt, és bár a kormányzat felkészült a kitelepítésre az Urálba, Moszkva elfoglalása a végső vereséget is jelenthette volna. Ebben a helyzetben különösen értékes volt Sorge 1941. szeptember 14-én küldött jelentése, miszerint a japánok nem lépnek hadba a Távol-Keleten a Szovjetunió ellen, kivéve, ha
- Moszkva elesik;
- a szárazföldön állomásozó japán haderő, a Kvantung-hadsereg létszáma eléri a távol-keleti szovjet erők háromszorosát;
- polgárháború tör ki a szovjet Távol-Keleten.[18]

Sorge információi lehetővé tették a távol-keleti és szibériai szovjet erők jelentős részének átcsoportosítását Moszkva védelmére.

## Letartóztatása és kivégzése
1939-től Sorge rádiósa 141 táviratban több mint 65 000 szót továbbított Moszkvába rádión (a futárral, mikrofilmen időnként küldött üzenetek mellett). Ez a rádióforgalom a technika korabeli színvonalán is felkeltette a japán elhárítás figyelmét. Sorge tudatában volt a veszélynek, de a háború követelményei nem tették lehetővé a munka szüneteltetését. A japánoknak idővel sikerült bemérniük a titkos rádióadót. A nyomozás során feltárták a csoport belső kapcsolatait is és 1941 októberében először Ozakit, majd Sorgét és a többieket is letartóztatták. Amikor a japánok tájékoztatták Eugen Ott német nagykövetet erről, a diplomata fel volt háborodva és úgy vélte, a japánok szokásos kémhisztériájáról van szó, és Sorgét a Németország javára történő információszerzéssel vádolják a japán vezetés németellenes körei. A japán hatóságok csak néhány hónappal később hozták nyilvánosságra, hogy Sorge a Szovjetunió számára kémkedett.
A japánok eleinte valóban azt hitték, hogy Sorge az Abwehr ügynöke. Berlin azonban ezt természetesen cáfolta. Sorge a maga részéről szintén tagadta a Szovjetunióhoz fűződő kapcsolatát. Amikor azonban a japánok meggyőződtek erről, fogolycserét javasoltak Moszkvának, három alkalommal is. Sztálin azonban ezt elvetette, és a szovjet hatóságok letagadták a japánok előtt, hogy ismernék Sorgét.
Richard Sorgét végül 1944. november 7-én (az októberi forradalom évfordulóján), tokiói idő szerint 10:36-kor akasztották fel a Szugamói börtönben, Ozaki Hocumi kivégzése után. Édesanyja Németországban túlélte őt. Sorge örökösének Anna Clausent, Max Clausen feleségét jelölte meg. Először a börtön temetőjében földelték el, később hamvait áthelyezték a Tama temetőbe Tokióban. Japán barátnője, Isii Hanako 2000-es haláláig ápolta a sírját.

## Emlékezete
1954-ben Veit Harlan német filmrendező készített egy filmet Németország elárulása címmel (Verrat an Deutschland) Sorge tevékenységéről. Harlan Joseph Goebbels egyik kedvenc filmrendezője volt, számos náci propagandafilm köztük a Jud Süß alkotója. A romantikus filmben Harlan felesége, Kristina Söderbaum játszotta a gonosz Sorge nemes ellenfelének szerepét. A filmet bemutatása után két nappal betiltották és csak átdolgozása után, 1955-ben kerülhetett újra a nézők elé.
1961-ben mutatták be Franciaországban a Kicsoda Ön, Sorge úr? (Qui êtes-vous, Monsieur Sorge?) című filmet francia-német-olasz-japán koprodukcióban. A film nagyon népszerű lett a Szovjetunióban is. Sorge szerepét Thomas Holtzmann játszotta. A magyarországi mozikban 1965 májusától vetítették Ki volt Dr. Sorge? címmel. Ugyanebben az évben, hasonló címmel jelent meg a Kossuth Könyvkiadónál Makai György által írt életrajza is.
A film felkeltette Hruscsov akkori főtitkár érdeklődését, mivel mind a Sztálin-ellenes, mind a kommunista és hazafias propaganda szempontjából jól kiaknázhatónak tartotta. 1964-ben megkérdezte a szovjet titkosszolgálatokat, igaz-e a történet. Az igenlő válasz után Sorgét posztumusz a Szovjetunió Hőse címmel tüntették ki. A díjjal kapcsolatos méltatások során a szovjet sajtó Sorge állítását elfogadva kiemelte, hogy Friedrich Adolf Sorge, Marx egyik korai követője a nagyapja volt (valójában nevezett csak távolabbi rokona, nagyapai nagybátyja volt). Utolsó japán társa, Isii Hanako Sorge özvegyeként szovjet nyugdíjat kapott. (2000 júliusában hunyt el Tokióban.)
Ezután a Szovjetunió számos városában állítottak emlékművet Sorgének, vagy neveztek el utcákat, iskolákat, hajókat róla. A Szovjetunióban és az NDK-ban bélyegeket is kiadtak a képmásával. Kelet-Berlinben is utcát kapott, ami az újraegyesítés után is megőrizte nevét, sőt további négy német városban is van Richard-Sorge-Strasse.
Három NDK-beli újságíró Dr. Sorge funkt aus Tokyo címmel könyvet írt róla 1965-ben. Lengyelországban 1971-ben képregényt jelentettek meg Sorgéről "Wywiadowca XX wieku" ("20. századi kém") cÍmmel.
A szovjet Sorge-kultusz a korábbi teljes titkolózástól eltérően új korszakot nyitott. Lehetővé vált a szovjet hírszerzés tevékenysége bizonyos, természetesen pozitív részleteinek a nyilvánosságra hozása, dicsőítése, nem utolsósorban az új hírszerző-generációk harci moráljának emelése érdekében.

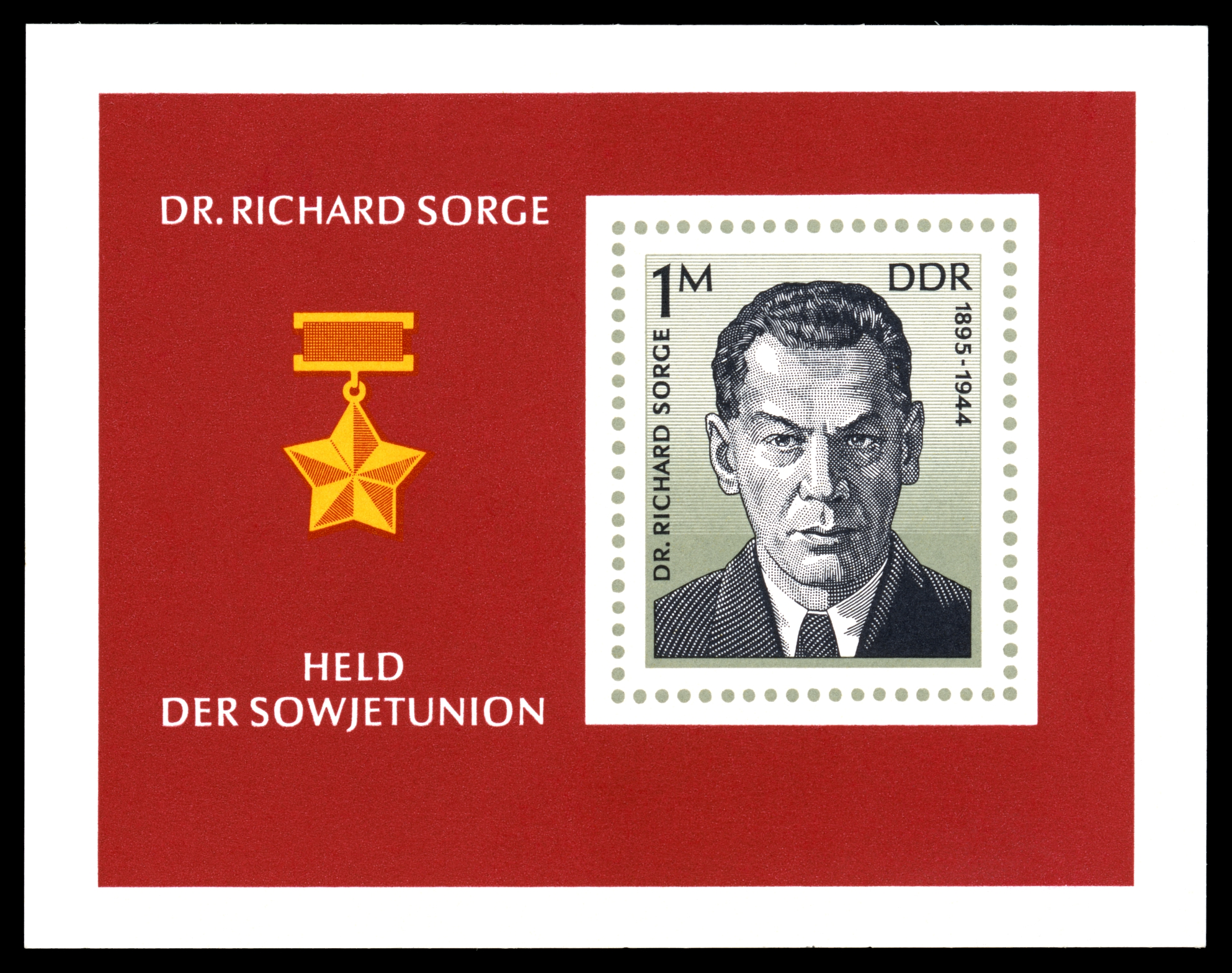
NDK-beli bélyeg (1976)
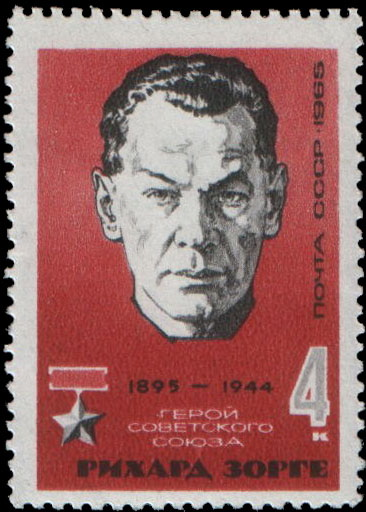
Szovjet bélyeg (1965)

Sorge Nyugaton is nagyon népszerű volt, mint láttuk, kultusza is tulajdonképpen onnan indult. Még egy japán mangában, Tezuka Oszamu Adolf című művében is megjelent.
Chapman Pincher 1981-es könyvében (Their Trade is Treachery, Munkájuk az árulás), más oldalról közelítette a témát. Szerinte Sorge a 30-as évek elején Sanghajban beszervezte Roger Hollist, aki a második világháború előtt belépett az MI5-ba és 1956 és 1965 között annak főigazgatója volt. Peter Wright, az MI5 munkatársa, aki a szervezettel való szakítás után nagy vihart keltő könyvet adott ki 1988-ban (Spycatcher, Kémfogó), részletesen leírja, hogy Hollist valóban megvádolták azzal, hogy szovjet kém. Végül azonban több hosszadalmas és alaposnak tűnő vizsgálódás után sem találtak bizonyítékot erre.
Számos író is hősének választotta Sorgét, köztük Aleksandar Hemon. ("The Sorge Spy Ring" Triquarterly, 1997).
2003-ban Sinoda Maszahiro rendezésében, Sorge, a kém címmel újabb film készült róla. Ebben Sorge szerepét Iain Glen skót színész alakítja.

### Idézetek személyéről
- „Lenyűgöző példája a kémkedés egy briliáns sikerének” - Douglas MacArthur hadseregtábornok
- „Munkája hibátlan volt” - Kim Philby
- „Egész életemben nem találkoztam még egy olyan nagy emberrel, mint ő volt” - Josikava Micuszada főügyész, aki Sorge perében elérte a halálbüntetés kiszabását.
- „Sorge volt az az ember, akit a történelem legnagyobb kémének tekintek”. Ian Fleming
- „Sorge volt minden idők legnagyobb kéme”. - Tom Clancy
- „A kém, aki megváltoztatta a világot” - Lance Morrow
- „Valahogy a Bondok és Smiley's People között elsikkadt a 20. század legnagyobb kémtörténete - Sztálin Sorgéjének a története, akinek a tettei segítettek megváltoztatni a történelmet” - Carl Bernstein
- „Richard Sorge ragyogó kémtevékenysége megmentette Sztálint és a Szovjetuniót a vereségtől 1941 őszén, valószínűleg megakadályozta a nácik győzelmét a második világháborúban és ezáltal megteremtette a kereteit annak a világnak, amiben mi ma élünk” - Larry Collins
- „Azokat a kémeket, akik sírjukból elmondhatják: az az információ, amit én szállítottam főnökeimnek, jó vagy rossz értelemben, de megváltoztatta bolygónk történelmét, egy kezünkön meg lehet számlálni. Richard Sorge közéjük tartozott.” - Frederick Forsyth
- „Sztálin James Bondja.” - Le Figaro

## Fordítás
- Ez a szócikk részben vagy egészben a Richard Sorge című angol Wikipédia-szócikk ezen változatának fordításán alapul.  Az eredeti cikk szerkesztőit annak laptörténete sorolja fel. Ez a jelzés csupán a megfogalmazás eredetét és a szerzői jogokat jelzi, nem szolgál a cikkben szereplő információk forrásmegjelöléseként.
- Ez a szócikk részben vagy egészben a Richard Sorge című német Wikipédia-szócikk ezen változatának fordításán alapul.  Az eredeti cikk szerkesztőit annak laptörténete sorolja fel. Ez a jelzés csupán a megfogalmazás eredetét és a szerzői jogokat jelzi, nem szolgál a cikkben szereplő információk forrásmegjelöléseként.
- Ez a szócikk részben vagy egészben a Зорге, Рихард című orosz Wikipédia-szócikk ezen változatának fordításán alapul.  Az eredeti cikk szerkesztőit annak laptörténete sorolja fel. Ez a jelzés csupán a megfogalmazás eredetét és a szerzői jogokat jelzi, nem szolgál a cikkben szereplő információk forrásmegjelöléseként.